# Diego Pol
Diego Pol (* 23. Juni 1974 in Rosario, Provinz Santa Fe, Argentinien) ist ein argentinischer Paläontologe mit Schwerpunkt auf Dinosauriern aus der Region Patagonien, die im Mesozoikum existierten. Er bekleidet die Position des leitenden Forschers des Museo paleontológico Egidio Feruglio in Trelew. Pol hat maßgeblich zur Entdeckung und Klassifizierung mehrerer Dinosaurierarten beigetragen, darunter Lorosuchus, Manidens, Glacialisaurus und Eoabelisaurus.

## Leben
Pol zog während seiner Kindheit nach Buenos Aires, wo er später das Colegio Nacional de Buenos Aires absolvierte. 1999 erwarb er mit der Arbeit El esqueleto postcraneano de Notosuchus terrestris y su informacion filogenética das Licenciado in den Biowissenschaften an der Fakultät für Exakte und Naturwissenschaften der Universidad de Buenos Aires. Anschließend zog er nach New York City, um seine akademische Ausbildung fortzusetzen. In einem gemeinsamen Programm des American Museum of Natural History und der Columbia University erlangte er den Masterabschluss und den Doktortitel. Seine Dissertation Phylogenetic relationships of basal sauropodomorph dinosaurs, die unter der Betreuung von Mark A. Norell stand, beschäftigte sich mit der evolutionären Entwicklung mesozoischer basaler Dinosaurier und Crocodyliformes. Im Jahr 2005 schloss er seine Postdoc-Phase am Mathematical Biosciences Institute der Ohio State University ab.
Dort arbeitete Pol unter der Leitung von Daniel Janies und Pablo A. Goloboff an heuristischen Methoden zur Identifikation phylogenetischer Bäume. Im Jahr 2006 kehrte er nach Argentinien zurück, um am Museo Paleontológico Egidio Feruglio tätig zu werden, wo er an Feldforschungen teilnahm und die dort entdeckten Fossilien sowie Materialien analysierte. Sein Forschungsschwerpunkt liegt auf den phylogenetischen Beziehungen und der Evolution der Archosauria aus dem Mesozoikum. Gemeinsam mit José Luis Carballido war er an der Entdeckung des größten bekannten Titanosauriers beteiligt, Patagotitan mayorum, der 2011 in der Provinz Chubut entdeckt und im Mai 2014 der Öffentlichkeit präsentiert wurde. Dieser Dinosaurier wurde 2016 im Dokumentarfilm Attenborough and the Giant Dinosaur dargestellt, an dem er zusammen mit David Attenborough und Ben Garrod mitwirkte.
Im Oktober 2014 war er einer der vier Gewinner des Premio Bernardo Houssay des Ministeriums für Wissenschaft, Technologie und produktive Innovation, der an Forscher unter 45 Jahren verliehen wird. Im Jahr 2023 wurde er von der Konex Stiftung mit dem Premios Konex in Platin für seine Arbeit in der Paläontologie in den letzten zehn Jahren ausgezeichnet. Seit 2020 ist er stellvertretender Chefredakteur von Ameghiniana, einer zweimonatlich erscheinenden Fachzeitschrift der Asociación Paleontológica Argentina.
2024 wurde Diego Pol zum Präsidenten der Willi Hennig Society gewählt, ein Amt, das er bis 2026 innehat.